# Vitaliy Kropatchov
Vitaliy Kropachov, ou Vitaliy Kropatchov (ukrainien : Віталій Валерійович Кропачов, né le 4 octobre 1973 à Thorez, Donetsk Oblast, RSS d'Ukraine), est un homme d'affaires ukrainien actif dans l'industrie minière du charbon et du gaz et propriétaire du groupe de sociétés Ukrdoninvest, qui comprend des actifs médiatiques. Il est le propriétaire de la chaîne de télévision d'information ukrainienne Ukraine World News.

## Biographie
Kropatchov est né à Thorez, dans l'oblast de Donetsk. En 2010, il est devenu député du conseil régional de Donetsk. En 2011, Kropatchov a fait l'objet d'une tentative d'assassinat, que l'homme d'affaires a associée aux efforts des structures d'Oleksandr Ianoukovytch pour lui retirer son entreprise.
Avant la guerre du Donbass, il était considéré comme l'un des hommes d'affaires les plus riches de la ville de Thorez. Il était propriétaire d'un certain nombre d'entreprises, notamment des sociétés de logistique charbonnière Snijnepogruztrans et Thorezpogruztrans, ainsi que de l'usine de revêtement en alliage dur de Thorez. Selon Kropatchov dans une interview avec le journaliste Dmitri Gordon, tous ces actifs ont été nationalisés par décret de l'autoproclamé « chef du république populaire de Donetsk », Zakhartchenko. Depuis 2014, lui et sa famille vivent à Kiev.
En 2014, il participe à la création du bataillon Chakhtarsk avec le leader du Parti radical Oleh Liachko, le conseiller du ministre de l'Intérieur Anton Gerachtchenko et le ministre de l'Intérieur de l'époque Arsen Avakov. En juillet 2014, il a remis à Kiev des preuves de l'abattage du vol MH17 par des séparatistes soutenus par la Russie : des photos du système de missiles russe Bouk-M1 à Snijne occupée et la traînée de condensation du missile qui a touché l'avion de ligne. Il a aidé les auteurs des photos à évacuer le territoire temporairement occupé. La même année, il se présente à la Verkhovna Rada, mais n'est pas élu.
Kropatchov a acquis certains des actifs houillers précédemment détenus par Oleksandr Ianoukovytch: les usines d'enrichissement Rosiia (Kotliarevska), Ukraïna et Komsomolska. Ianoukovytch personnellement, selon Kropatchov, n'a pas participé aux négociations. Toujours en 2017, il a acheté à Igor Gumeniuk une participation majoritaire dans la société Krasnolymanske LLC, qui exploite le charbon de la mine de Krasnolymanska sur la base d'un partenariat État-privé. En 2018, la mine représentait 45 % de l'approvisionnement en charbon de Centrenergo, devenant ainsi la quatrième plus grande entreprise payant des impôts dans l'oblast de Donetsk.
En 2017, il commence à collaborer avec Sany Heavy Industries, une entreprise chinoise de construction de machines qui produit des équipements pour l'extraction du charbon. Ensemble, ils ont remporté de nombreux appels d'offres de mines d'État et sont entrés en concurrence avec Corum de Rinat Akhmetov. Vitaliy Kropatchov a déclaré vouloir organiser la production d'équipements de tunneliers chinois en Ukraine. En 2019, pour la première fois, il figure dans le classement des Ukrainiens les plus riches, établi par le magazine Novoe Vremia et la société d'investissement Dragon Capital. Avec une fortune de 101 millions de dollars, il s'est classé 63e. En 2020, selon l'évaluation de NV, la valeur des actifs de l'homme d'affaires a chuté à 81 millions de dollars (96e place dans la liste des Ukrainiens les plus riches), et en 2021, il quitte le classement.

## Secteur des médias
En 2019, il devient le propriétaire de trois chaînes de télévision locales : Info 24, TVi et Pogoda.
Le 17 décembre 2021, la société de Kropatchov, Ukrdoninvest Media, acquiert l'opérateur de multiplex numérique Era Production, qui dispose d'une licence pour diffuser 12 programmes. Le 19 juillet 2022, Ukrdoninvest Media est devenu le seul bénéficiaire de Corona Sunrise LLC, qui détient la licence numérique de Channel 4. Le 6 octobre 2022, le Conseil national de la télévision et de la radiodiffusion d'Ukraine a réémis la licence de la chaîne 4 avec la marque Tak TV.
Le 22 janvier 2023, l'Ukraine prévoit de lancer une nouvelle chaîne de télévision d'information nationale Ukrainе World News. Dmytro Skydan, directeur technique de la chaîne, confirme dans un commentaire aux médias que l'investisseur et propriétaire de la chaîne était Vitaliy Kropatchov.

## Famille
Vitaliy Kropatchov est marié et a une fille et un fils.